# وایراوارپولیانکولام
وایراوارپولیانکولام (به لاتین: Vairavarpuliyankulam) یک منطقهٔ مسکونی در سری‌لانکا است که در استان شمالی (سری‌لانکا) واقع شده‌است. وایراوارپولیانکولام ۱۲٫۱ کیلومتر مربع مساحت دارد ۱۰۴ متر بالاتر از سطح دریا واقع شده‌است.